# Ismaël Diomandé
Ismaël Tiémoko Diomandé (ur. 28 sierpnia 1992 w Abidżanie) – iworyjski piłkarz występujący na pozycji pomocnika we francuskim klubie SM Caen oraz w reprezentacji Wybrzeża Kości Słoniowej. Znalazł się w kadrze na Mistrzostwa Świata 2014.